# Lista Przebojów Programu Trzeciego
Lista Przebojów Programu Trzeciego (Список хітів Третього каналу) — польський список хітів за версією III каналу Польського радіо. З 24 квітня 1982 року по 27 липня 2007 ведучим програми був Марек Недзвецький, від 3 серпня 2007 по 27 березня 2010 року — Пйотр Барон. Від 5 квітня 2010 проводиться по черзі двома журналістами. Програма транслюється кожної п'ятниці, 19.00-22.00.

## Статистика
Станом на 2010 рік цей рейтинг має таку статистику.
Найбільшу кількість разів цей рейтинг очолювали такі твори:
- 14 — Queen — These Are the Days of Our Lives
- 11 — Bryan Adams — (Everything I Do) I Do It for You
- 11 — Dire Straits — Brothers in Arms
- 11 — Madonna — Frozen
- 9 — Anita Lipnicka — Wszystko się może zdarzyć
- 9 — Kult — Gdy nie ma dzieci
- 9 — Michael Jackson feat. Slash — Give in to Me
- 9 — Pet Shop Boys — It's a Sin
- 9 — The Cranberries — Zombie
- 8 — Edyta Bartosiewicz — Sen
- 8 — Europe — The Final Countdown
- 8 — Guns N' Roses — Don't Cry
- 8 — Metallica — Whiskey in the Jar
- 8 — No Doubt — Don't Speak
- 8 — Scorpions — Wind of Change

Найбільшу кількість разів у рейтингу фігурували такі твори:
- 79 — Archive — Again
- 69 — Beverley Craven — Promise Me
- 58 — Queen — These Are the Days of Our Lives
- 55 — Madonna — Frozen
- 54 — De Mono — Kochać inaczej
- 52 — Perfect — Niepokonani
- 52 — R.E.M. — Everybody Hurts
- 51 — Guns N' Roses — Don't Cry
- 51 — Sinéad O'Connor — Nothing Compares 2 U